# Vert (typ rampy)

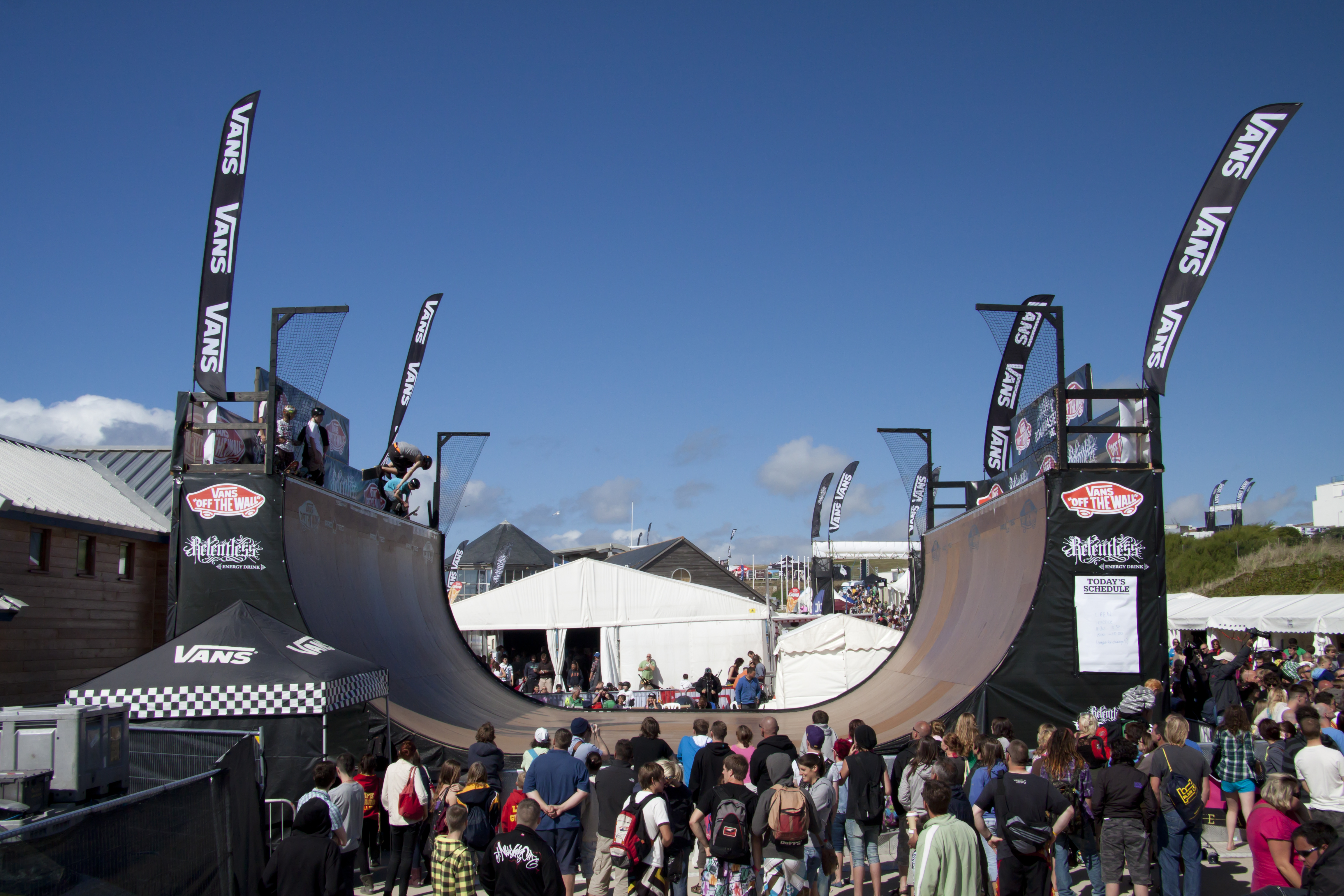
Vert

Vert to typ rampy używany w sportach ekstremalnych, takich jak jazda na deskorolce. Rampy te zostały tak nazwane ze względu na przejście z poziomej płaszczyzny (nazywanej flat-bottom) do pionowej ściany.
Typowa wysokość ramp vert to 3-4 metry, ze ścianą o wysokości od około piętnastu do dziewięćdziesięciu centymetrów na górze rampy.
Rampa vert pozwala uzyskać większą wysokość niż minirampa, ponieważ ściana rampy vert powoduje, że sportowiec wyskakuje w górę, a nie naprzód, jak ma to miejsce na minirampie.
Czynność polegająca na umieszczeniu deskorolki na krawędzi rampy i zjazd na niej w dół nazywany jest trikiem "dropping in".